# Lin'an
Lin'an är en stad på häradsnivå i östra Kina, och tillhör den subprovinsiella staden Hangzhou i provinsen Zhejiang. Den ligger omkring 43 kilometer väster om provinshuvudstaden  Hangshou. 
Befolkningen uppgick till 514 238 invånare vid folkräkningen år 2000, varav 110 360 invånare bodde i huvudorten Jincheng. Stadshäradet var år 2000 indelat i 16 köpingar (zhèn) och 23 socknar (xiāng).